# Arctia chavigneri
Arctia chavigneri là một loài bướm đêm thuộc phân họ Arctiinae, họ Erebidae.